# 직업소개
직업소개란 구인 및 구직신청을 받아 구직자와 구인자가 사이에서 서로를 정보를 상대방에게 전달하는 방법 등을 통해 고용을 성립시키는 행위이링크는ffgyyㆍ

## 같이 보기
- 구직